# Leptodactylodon ventrimarmoratus
Espèce
Synonymes
- Bulua ventrimarmorata Boulenger, 1904

Statut de conservation UICN

 VU B1ab(iii) : Vulnérable
Leptodactylodon ventrimarmoratus est une espèce d'amphibiens de la famille des Arthroleptidae.

## Répartition
Cette espèce est endémique du Cameroun. Elle se rencontre au sud-ouest de 50 à 1 150 m d'altitude.

## Publication originale
- Boulenger, 1904 : Descriptions of Two new Genera of Frogs of the Family Ranidae from Cameroon. The annals and magazine of natural history : zoology, botany, and geology, ser. 7, vol. 13, p. 261-262 (texte intégral).